# Odontolabis femoralis
Odontolabis femoralis là một loài bọ cánh cứng trong họ Lucanidae. Nó sống ở Indonesia.

## Phân loài
- Odontolabis femoralis femoralis Waterhouse, 1887
- Odontolabis femoralis kinabaluensis Möllenkamp, 1904